# Llista d'àrees metropolitanes dels Països Catalans
Les àrees metropolitanes dels Països Catalans amb més de 100.000 habitants són setze. D’aquestes, només dues, la de Barcelona i la de Perpinyà, estan reconegudes oficialment i tenen organismes polítics que les representen. De la resta, només una es troba en procés de constituir un organisme de gestió (Girona-Salt), mentre que el procés per a estructurar políticament la realitat metropolitana de les altres és molt incipient. En la majoria dels casos sí que existeix un organisme que gestiona el transport públic o alguns serveis menors, però no s'ha fet el salt cap a institucions més representatives del territori.
Les àrees urbanes més importants dels Països Catalans, ordenades per població sónː 
| Àrea metropolitana                 | Vila i Triadú | ESPON     | Urban Audit                              | Ruiz      | World Gazetteer | Org. CCAA |
| ---------------------------------- | ------------- | --------- | ---------------------------------------- | --------- | --------------- | --------- |
| Barcelona                          | 3.213.775     | 4.251.000 | 4.233.638                                | 4.542.490 | 4.992.778       | 3.905.300 |
| València                           | 1.521.398     | 1.677.889 | 1.894.923                                | 2.178.879 | 2.297.881       | 1.774.350 |
| Alacant-Elx                        | 762.745       | 793.000   | 429.060                                  | 785.020   | 467.865         |           |
| Palma                              | 521.250       | 433.000   | 593.386                                  | 509.116   | 672.488         | 523.549   |
| Tarragona-Reus                     | 425.996       | 325.000   | &-1-1-1-1-1-1-1-1-1-1-1-1-1-1-1-1.000000 | 423.360   | 410.074         |           |
| Castelló                           | 305.719       | 259.000   | &-1-1-1-1-1-1-1-1-1-1-1-1-1-1-1-1.000000 | 324.047   | 476.056         |           |
| Perpinyà                           | 266.611       |           |                                          |           |                 |           |
| Alzira-Xàtiva                      |               | 241.000   | &-1-1-1-1-1-1-1-1-1-1-1-1-1-1-1-1.000000 | 348.582   |                 |           |
| Lleida                             | 202.413       | 147.000   | &-1-1-1-1-1-1-1-1-1-1-1-1-1-1-1-1.000000 | 176.543   |                 |           |
| Girona-Salt                        | 136.988       | 144.000   | &-1-1-1-1-1-1-1-1-1-1-1-1-1-1-1-1.000000 | 180.426   |                 |           |
| Benidorm-La Vila Joiosa            |               | 134.000   | &-1-1-1-1-1-1-1-1-1-1-1-1-1-1-1-1.000000 | 183.253   |                 |           |
| Gandia-Oliva                       |               | 132.000   | &-1-1-1-1-1-1-1-1-1-1-1-1-1-1-1-1.000000 | 169.916   |                 |           |
| Blanes-Pineda de Mar-Lloret de Mar |               | 131.000   | &-1-1-1-1-1-1-1-1-1-1-1-1-1-1-1-1.000000 | 182.673   |                 |           |
| Manresa                            |               | 122.000   | &-1-1-1-1-1-1-1-1-1-1-1-1-1-1-1-1.000000 | 145.215   |                 |           |
| Petrer-Elda                        |               | 115.800   | &-1-1-1-1-1-1-1-1-1-1-1-1-1-1-1-1.000000 | 138.447   |                 |           |
| Vic-Manlleu                        |               | 111.000   | &-1-1-1-1-1-1-1-1-1-1-1-1-1-1-1-1.000000 | 129.994   |                 |           |

## Característiques principals de les àrees metropolitanes[1]
L’àrea metropolitana de Barcelona, la més gran en volum de població, està reconeguda oficialment per una llei catalana del 2010, i el seu màxim òrgan de govern és el Consell Metropolità, format per 90 representants dels 36 municipis que en formen part. Les dues ciutats més grans, a banda de Barcelona (1.604.55 habitants), són l’Hospitalet de Llobregat (252.171) i Badalona (215.654).
L’àrea metropolitana de València és la segona en habitants del país, però en canvi no està reconeguda institucionalment. Dels 43 que pertanyen a la primera corona metropolitana de València, els més poblats són València (786.189 habitants), Torrent (80.107) i Paterna (67.340).
L’àrea d’Alacant-Elx és la més extensa del país, ja que dobla en superfície a la de Barcelona. Amb només 12 municipis, ocupa més de 1.100 km². És també una de les dues àrees bicèfales, amb dos grans pols urbans (l’altra és Tarragona-Reus). No té cap reconeixement institucional, de fet la rivalitat històrica entre Alacant (328.648 habitants) i Elx (227.312 habitants), dues ciutats de volums força similars a uns 20 kilòmetres una de l’altra, ho dificulta prou.
L’àrea metropolitana de Palma engloba només quatre municipis, però amb una superfície superior a les àrees de Barcelona i València. Són Palma, Calvià, Marratxí i Llucmajor, que sumats tenen una població de més de mig milió d’habitants. La segona ciutat en nombre d’habitants és Calvià (50.328).
L’àrea de Tarragona-Reus aplega 39 municipis de les comarques del Tarragonès, l’Alt i el Baix Camp. També és un sistema de dos capitals relativament pròximes i de volums de població similars (Tarragona, 131.255 habitants; Reus, 103.194 habitants), separades per només uns 13 kilòmetres, les quals tenen al seu voltant diferents municipis que en depenen econòmicament o comercialment. El tercer municipi en nombre d’habitants d’aquesta àrea és Cambrils (Baix Camp), amb 32.915 habitants, seguit de Salou (26.459) i Vila-seca (22.332).
L’àrea metropolitana de Perpinyà és una entitat política reconeguda per la legislació francesa, amb el nom oficial de ‘Communauté d’agglomération Perpignan-Mediterranée’. Agrupa actualment 36 municipis i una població global de 266.611 habitants, prop del 40% d’ells a Perpinyà (123.089), seguida per Canet de Rosselló (12.681 habitants) i Sant Esteve del Monestir (12.044).
L'àrea metropolitana de la Plana, inclou sis municipis al voltant de la capital provincial, 4 a la comarca de la Plana Alta i 2 més a la de la Plana Baixa, amb una extensió de 340 km². El municipi més gran després de Castelló (171.669 habitants) és Vila-real (50.580 habitants).
L’àrea de Lleida comprèn 31 municipis, tots ells de la comarca del Segrià. Té el segon municipi més petit en comparació amb la capital. Alcarràs no arriba als 10.000 habitants (9.372), és a dir, és 15 vegades menys poblat que Lleida (138.542 habitants).
L’àrea de Girona-Salt està en procés d’esdevenir una estructura institucional, sota el nom d’Àrea metropolitana estratègica del Gironès. Els cinc municipis participants, Girona, Salt, Sarrià de Ter, Vilablareix i Fornells de la Selva, en van subscriure l’acord de creació el desembre de 2014. Només Salt té una certa dimensió, amb 29.342 habitants, davant dels 97.586 de Girona.